# Gran diccionario de dialectos chinos modernos

Grupos dialectales chinos

El Gran diccionario de dialectos chinos modernos (en chino simplificado, 现代汉语方言大词典; pinyin, Xiàndài hànyǔ fāngyán dà cídiǎn) es un compendio de diccionarios para 42 variedades locales de chino siguiendo un formato común. Los diccionarios individuales cubren los dialectos distribuidos en los grupos dialectales identificados en el Atlas de idiomas de China: 
- Mandarín
  - Mandarín del noreste : dialecto de Harbin
  - Mandarín Ji-Lu : dialecto de Jinan
  - Mandarín Jiao-Liao : dialecto de Muping
  - Mandarín de las Llanuras Centrales : dialecto de Luoyang, dialecto Wanrong, dialecto de Xi'an, dialecto Xining, dialecto de Xuzhou
  - Mandarín Lanyin : dialecto de Urumqi, dialecto de Yinchuan
  - Mandarín del sudoeste : dialecto de Chengdu, dialecto de Guiyang, dialecto de Liuzhou, dialecto de Wuhan
  - Mandarín del Bajo Yangtze : dialecto de Nankín, dialecto de  Yangzhou
- Jin : dialecto de Taiyuan, dialecto de Xinzhou
- Wu : dialecto de Chongming, dialecto de Danyang, dialecto de Hangzhou, dialecto de Jinhua, dialecto de Ningbo, dialecto de Shanghai, dialecto de Suzhou, dialecto de Wenzhou
- Hui : dialecto de Jixi
- Gan : dialecto de Lichuan, dialecto de Nanchang, dialecto de Pingxiang
- Xiang : dialecto de Changsha, dialecto de Loudi
- Min : dialecto de Fuzhou, dialecto de Haikou, dialecto de Jian'ou, dialecto de Leizhou, dialecto de Xiamen
- Yue : dialecto de Dongguan, dialecto de Guangzhou
- Hakka : dialecto de Meixian, dialecto de Yudu
- Pinghua : dialecto de Nanning

Cada diccionario está elaborado por especialistas en el dialecto y comienza con una introducción a las características del dialecto. El cuerpo principal de cada diccionario contiene entre 7.000 y 10.000 entradas.